# François Bouillon (génovéfain)
Pour les articles homonymes, voir Bouillon.
François Bouillon (né à Cherbourg en 1607 ou janvier 1608, mort à Châteaudun le 31 janvier 1669) est un génovéfain de Paris auteur d'une méthode de plain-chant.

## Biographie
Il est chanoine régulier de l'abbaye Sainte-Geneviève de Paris, profès en 1636. Il est prieur puis sous-prieur de la Madeleine de Châteaudun. D'après Nicolas Petit, il fabriquait de nombreux instruments de musique.

## Œuvres
Instruction ou méthode facile pour apprendre le plain-chant. Composé par un chanoine régulier de la Congrégation de France. Paris : Robert III Ballard, 1654. 4°, 132 p. Mariolle 1997 n° 8, Guillo 1654-F n° 1654-F, RISM B-VI p. 172. Exemplaires à Paris BNF (Impr.), Paris SG, Troyes BM.
Ouvrage réédité en 1660 : Guillo 2003 n° 1660-C, exemplaires à Paris SG.
Une copie manuscrite intégrale (4°, 55 f.) libellée « Troisième édition revue et augmentée par le même auteur » est à Paris BSG.